# Cosmia picta
Cosmia picta är en fjärilsart som beskrevs av Otto Staudinger 1888. Cosmia picta ingår i släktet Cosmia och familjen nattflyn. Inga underarter finns listade i Catalogue of Life.